# Irama
Filippo Maria Fanti (Carrara, 20 de diciembre de 1995), conocido profesionalmente como Irama, es un cantautor y rapero italiano.
Debutó oficialmente en el panorama musical participando en el 66º Festival de Sanremo en el 2016 con el single Cosa resterà en la categoría "Nueva Propuestas", pero dio el salto a la fama en el 2018 tras su victoria en la decimoséptima edición del talent show Amici. En el 2019 ha participado nuevamente en Sanremo con la canción "La ragazza con il cuore di latta".

## Biografía
Creció en Monza, y declara haberse interesado de niño de la música de Francesco Guccini y Fabrizio De André, para luego acercarse al hiphop-pop. Su música es una mezcla de diversos géneros, influencias y beat de la calle. Su nombre artístico, es un anagrama de su segundo nombre, Maria, y además significa "ritmo" en idioma malayo.
En el 2014 colaboró con Valerio Sgargi en tres sencillos: Amore mio, Per te e È andata così.
En el 2015 colaboró con Benji & Fede en Fino a farmi male.

### Festival de Sanremo 2016 eIrama
El 27 de noviembre de 2015, con la canción Cosa resterà, escrita a cuatro manos con Giulio Nenna, es uno de los ocho ganadores de Sanremo Giovani, lo que le permite participar en el 66.º Festival de Sanremo en la categoría Nuevas Propuestas.
Aquí, queda clasificado séptimo, después de haber perdido el reto eliminatorio en favor de Ermal Meta con Odio le favole.
Este sencillo, ya publicado el 28 de noviembre de 2015, alcanzó la centésima posición del Top Singoli y fue el anticipo del álbum de estudio de debut del cantautor, titulado sencillamente Irama, el cual fue producido por Giulio Nenna y Andrea Debernardi, y lanzado al mercado el 12 de febrero de 2016, bajo la casa discográfica Warner Music Italy, obteniendo la 51.ª posición de la Clasifica FIMI Álbum.
Para la promoción del disco, se eligió como el segundo sencillo la canción Tornerai da me, compuesta también en colaboración con Giulio Nenna. El sencillo fue presentado el 24 y el 26 de junio en la Piazza del Popolo de Roma, como parte de la cuarta edición del Summer Festival. Dos años después, la canción ha sido certificada disco de oro de la FIMI por haber vendido más de 25.000 copias.
También participó en tres ocasiones en la 17.ª edición del Festival Show, en el Centro Comercial Freccia Rossa de Brescia, en la Plaza Erminio Ferretto de Mestre y finalmente en el acontecimiento final, en la Arena di Verona
El 16 de septiembre fue comercializado como tercero y último sencillo del álbum la canción Non ho fatto l’università, escrito nuevamente con Giulio Nenna.

### Amiciy "Plume"
El 16 de junio de 2017 regresa al panorama musical de la artista después de unos meses mediante la publicación del sencillo Mi drogherò, presentado el 25 de junio en Roma, en pos de la quinta edición del Summer Festival, en el cual participa por segundo año consecutivo, aunque en la categoría sénior, no en la categoría de jóvenes como en 2016. El lanzamiento comercial del sencillo marca, además, la conclusión de la unión artística entre Irama y Warner Music Italy, a causa de la escasa publicidad que la compañía reservaba al cantautor.
Al término del mismo año, Irama decide participar en la decimoséptima edición del talent show Amici, logrando acceder a la fase final, lo que le permitirá asentarse definitivamente en el panorama musical italiano. En el curso de su participación, compuso algunas canciones como Che vuoi che sia, Che ne sai, Un respiro y Voglio solo te que han alcanzado discretas posiciones en la clasificación del Top Singles, mientras que su sencillo Un giorno in più, publicado el 2 de marzo de 2018, obtuvo la 24ª posición en este Top. Al final del concurso, el cantante estaba clasificado primero, venciendo además en el premio Radio 105 y obteniendo así la posibilidad de renovar nuevamente un contrato discográfico con su antigua compañía.
La canción Nera, presentada en el curso del show, fue lanzado como sencillo el 1 de junio, obteniendo la segunda posición de la Top de sencillos y siendo certificado triple disco de platino de la FIMI por lograr más de 150.000 ventas, paralelamente a la publicación de su primer EP, producido nuevamente por Giulio Nenna y Andrea Debernardi, titulado Plume, el cual alcanzó la cima de la "Clasificación FIMI Álbum" y ha sido certificado doble disco de platino de la FIMI por haber superado las 100.000 copias vendidas. La FIMI, además, decretó al inicio de 2019 Plume y Nera como el segundo álbum y el sexto sencillo más vendidos en Italia en el curso del 2018.
En junio, Irama regresa al Summer Festival de Roma, donde interpretó en la categoría "Senior" el sencillo Nera. Estuvo presente también ese verano en Battiti Live, en Ostuni, Melfi y Bari.
El 12 de septiembre Irama entra en el Fatti sentire World Wide Tour de Laura Pausini participando en sus conciertos de Assago, Casalecchio de Reno y Roma.

### El segundo álbum y el Festival de Sanremo 2019
El 19 de octubre de 2018, sólo cuatro meses después de su EP Plume, publica su segundo álbum de estudio, Giovani, que una vez más es producido por Giulio Nenna y Andrea Debernardi. El disco, debuta directamente en la primera posición de la Clasificación FIMI Álbum, y su primer sencillo, Bella e rovinata, llegó al puesto 21 del Top de Singles.
El 20 de diciembre de 2018, durante la transmisión de Sanremo Giovani, fue anunciada su participación en el 69.º Festival de Sanremo, por primera vez en la categoría "Campeones", donde quedaría clasificado séptimo con la canción La ragazza con il cuore di latta, de la cual es autor junto con Giuseppe Coroneles y a los históricos colaboradores Andrea Debernardi y Giulio Nenna. Durante la cuarta velada, dedicada a los dúos, el artista interpretó su tema en pareja con Noemi. El sencillo, comercializado a partir del 6 de febrero de 2019, ha llegado al tercer puesto del Top y está dentro de Giovani per sempre, reedición del disco precedente. También este álbum ha alcanzado la primera posición global en todos los registros.
El 3 de junio de 2019 sale su nuevo sencillo "Arrogante",que a mitad del mes de julio ya registra más de veinte millones de visitas en Youtube.

### Festival de Sanremo 2021
Irama participó en el 71.er Festival de Sanremo, celebrado del 2 al 6 de marzo de 2021, con la canción La genesi del tuo colore. Quedó en quinta posición a pesar de que no pudo actuar en directo, ya que un miembro de su equipo había dado positivo en COVID-19.

### Festival de Sanremo 2022
Su participación en el 72.º Festival de Sanremo con la canción "Ovunque Sarai" terminó con un cuarto puesto.

## Discografía

### Álbumes de estudio
- 2016 – Irama
- 2018 – Giovani
- 2019 – Giovani per sempre
- 2022 - Il giorno in cui ho smesso di pensare
- 2023 - No Stress (con Rkomi)

### EP
- 2018 –  Plume
- 2020 - Crepe

## Reconocimientos
2016
- Ganador de la cuarta edición del Summer Festival en la sección Giovani

2018
- Ganador de la decimoséptima edición del talent show Amici
- Ganador del premio de la crítica Radio 105 a Amici

## Televisión
- Sanremo Jóvenes 2015 - Competidora nueva propuesta (Rai 1, 2015)
- Festival de Sanremo - Nuevas propuestas (Rai 1, 2016) competidor
- Summer Festival - Sección Joven (Canal 5, 2016) ganador
- Battiti Live (Telenorba, Radionorba Televisión, 2016)
- Summer Festival - Big (Canal 5, 2017)
- Amici (Real Time, Canal 5, 2017#-2018) - ganador
- Summer Festival - Big (Canal 5, 2018)
- Battiti Live (Telenorba, Radionorba Televisión, Italia 1, 2018)
- Festival de Sanremo (Rai 1, 2019) competidor
- Festival de Sanremo (Rai 1, 2021) competidor